# 정정오
정정오(1980년 2월 10일 ~)는 삼성 라이온즈의 전 야구 선수다. 광주제일고등학교를 졸업했다. 통산 1경기에 출전했으며, 2001년 방출 후 상무에 입단했다.

## 같이 보기
- 2001년 삼성 라이온즈 시즌